# Brendan McGill
 (novembre 2018).
Si vous disposez d'ouvrages ou d'articles de référence ou si vous connaissez des sites web de qualité traitant du thème abordé ici, merci de compléter l'article en donnant les références utiles à sa vérifiabilité et en les liant à la section « Notes et références ».
Pour les articles homonymes, voir McGill.
Brendan McGill est un footballeur irlandais né le 22 mars 1981 à Dublin.

## Carrière
| saison      | club            | pays       |
| ----------- | --------------- | ---------- |
| 1998-2001   | Sunderland      | Angleterre |
| 2001-2006   | Carlisle United | Angleterre |
| 2006-2008   | Gretna          | Écosse     |
| 2008        | Bohemian        | Irlande    |
| 2009        | Barrow          | Angleterre |
| 2009-2010   | Drogheda United | Irlande    |
| 2011-actuel | Shelbourne      | Irlande    |